# Нетеизам
Нетеизам и нонтеизам су изрази којима се описују различита схватања која представљају одсуство или одбацивање теизма, односно неверовање у личност Бога или више богова. Она укључују различите и понекад међусобно супротстављене концепције. Најчешће се користи у апологетици и либералној теологији. Као подврсте нетеизма се најчешће наводе атеизам - веровање да бога/богова нема и агностицизам - веровање да човјек не може спознати има ли или нема бога/богова. Уз то се још наводе игностицизам и скептицизам, а понекад се и неки концепти унутар хришћанства и будизма.
Нетеизам је низ религиозних и нерелигиозних ставова које карактерише одсуство прихваћеног веровања у постојање бога или богова. Нетеизам се генерално користи за описивање апатије или ћутања према субјекту Бога и разликује се од атеизма. Нетеизам не описује нужно атеизам или неверовање у Бога; коришћен је као кровни термин за сумирање различитих, па чак и међусобно искључивих позиција, као што су агностицизам, игностицизам, иетизам, скептицизам, пантеизам, атеизам, јак или позитивни атеизам, имплицитни атеизам и апатеизам. У употреби је у областима хришћанске апологетике и опште либералне теологије.
Рану употребу нетеизма успоставио је Џорџ Холиок 1852. У оквиру нетеистичког агностицизма, филозоф Ентони Кени прави разлику између агностика који сматрају да је тврдња „Бог постоји“ неизвесна и теолошких некогнитивиста који сматрају да је свака расправа о Богу бесмислена. Неки агностици, међутим, нису нетеисти, већ пре агностички теисти.
Друга сродна филозофска мишљења о постојању божанстава су игностицизам и скептицизам. Због различитих дефиниција појма Бог, особа би могла бити атеиста у смислу одређених концепција богова, док би остала агностик у погледу других.

## Порекло и дефиниција
Оксфордски речник енглеског језика (2007) нема унос за нетеизам или не-теизам, али има унос за нетеиста, дефинисан као „особа која није теиста“, и унос за придев нетеистички.
Једном раном употребом термина нетеизам Џорџ Холиок га уводи 1852. године, на следећи начин:
Г. [Чарлс] Саутвел је уложио приговор на термин атеизам. Драго нам је да је то учинио. Дуго смо га напустили [...]. Не користимо га, јер је атеиста излизана реч. И стари и модерни су под њим обухваћени као особа без Бога, а такође и без морала. Према томе, овај термин значи више од онога у шта би било која добро информисана и искрена особа икад била вољна да буде укључена; то јест, реч носи са собом асоцијације на неморал, које су атеисти одбацили подједнако озбиљно као и хришћани. Нетеизам је термин мање отворен за исто неразумевање, јер подразумева једноставно неприхватање Теистовог објашњења порекла и управљања светом.
Овај одломак цитира Џејмс Бјукенена из 1857. у његовом делу Модерни атеизам под његовим облицима пантеизма, материјализма, секуларизма, развоја и природних закона, који изјављује:
„Нетеизам” је касније [Холиоак] заменио за „секуларизам”, као термин који је мање подложан погрешној конструкцији, и тачније описује стварни значај теорије.
На енглеском говорном подручују се правопис без цртице се местимично користи у каснијем 20. веку, након Секуларног града Харвија Кокса из 1966. године: „Тако се скривени Бог или deus absconditus библијске теологије може погрешно сматрати небогом нетеизма.“ Употреба се повећала током 1990-их у контекстима у којима је повезивање са терминима атеизам или антитеизам било нежељено. Бејкерова енциклопедија хришћанске апологетике из 1998. наводи: „У строгом смислу, сви облици нетеизма су натуралистички, укључујући атеизам, пантеизам, деизам и агностицизам.“
Пема Чедрон користи овај термин у контексту будизма:
Разлика између теизма и нетеизма није у томе да ли неко верује или не верује у Бога.[...] Теизам је дубоко укорењено уверење да постоји нека рука коју треба држати [...] Нетеизам опушта двосмисленост и неизвесност садашњег тренутка без посезања за било чим ради заштите [...] Нетеизам коначно схвата да не постоји бебиситерка на коју можете да рачунате.

## Нетеистичке религије
Нетеистичке традиције мишљења су играле улогу у будизму, хришћанству, хиндуизму, џаинизму, таоизму, креативности, дудеизму, раелизму, хуманистичком јудаизму, Laveyan Satanism|лавејанском сатанизму, Сатански храм, Унитаристички универзализам, и етичка култура.